# Cressing
Cressing – wieś i civil parish w Anglii, w Esseksie, w dystrykcie Braintree. W 2001 civil parish liczyła 1538 mieszkańców. We wsi znajduje się 47 zabytkowych budynków (listed buildings), w tym kościół.